# Alberca Olímpica Francisco Márquez

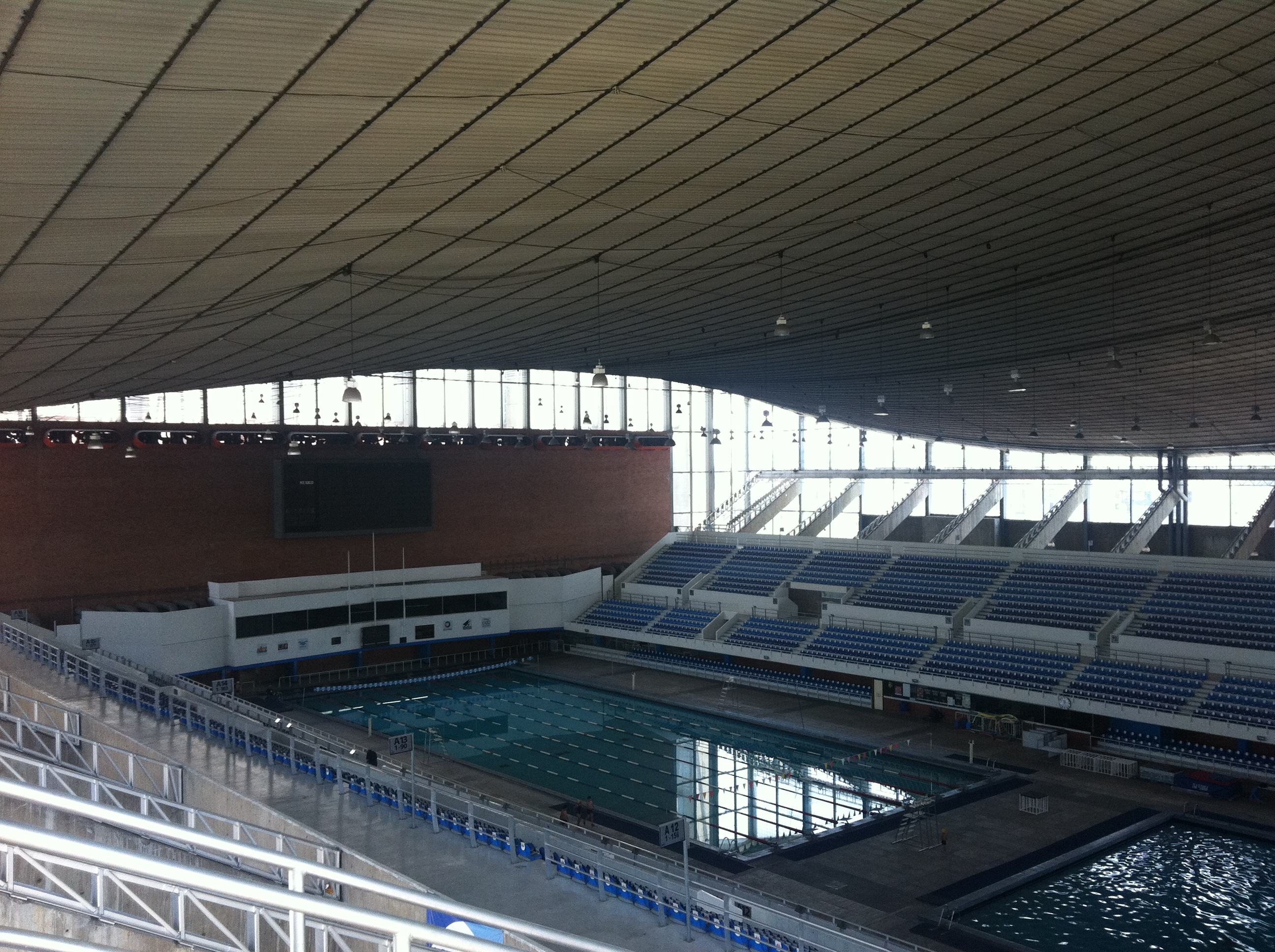

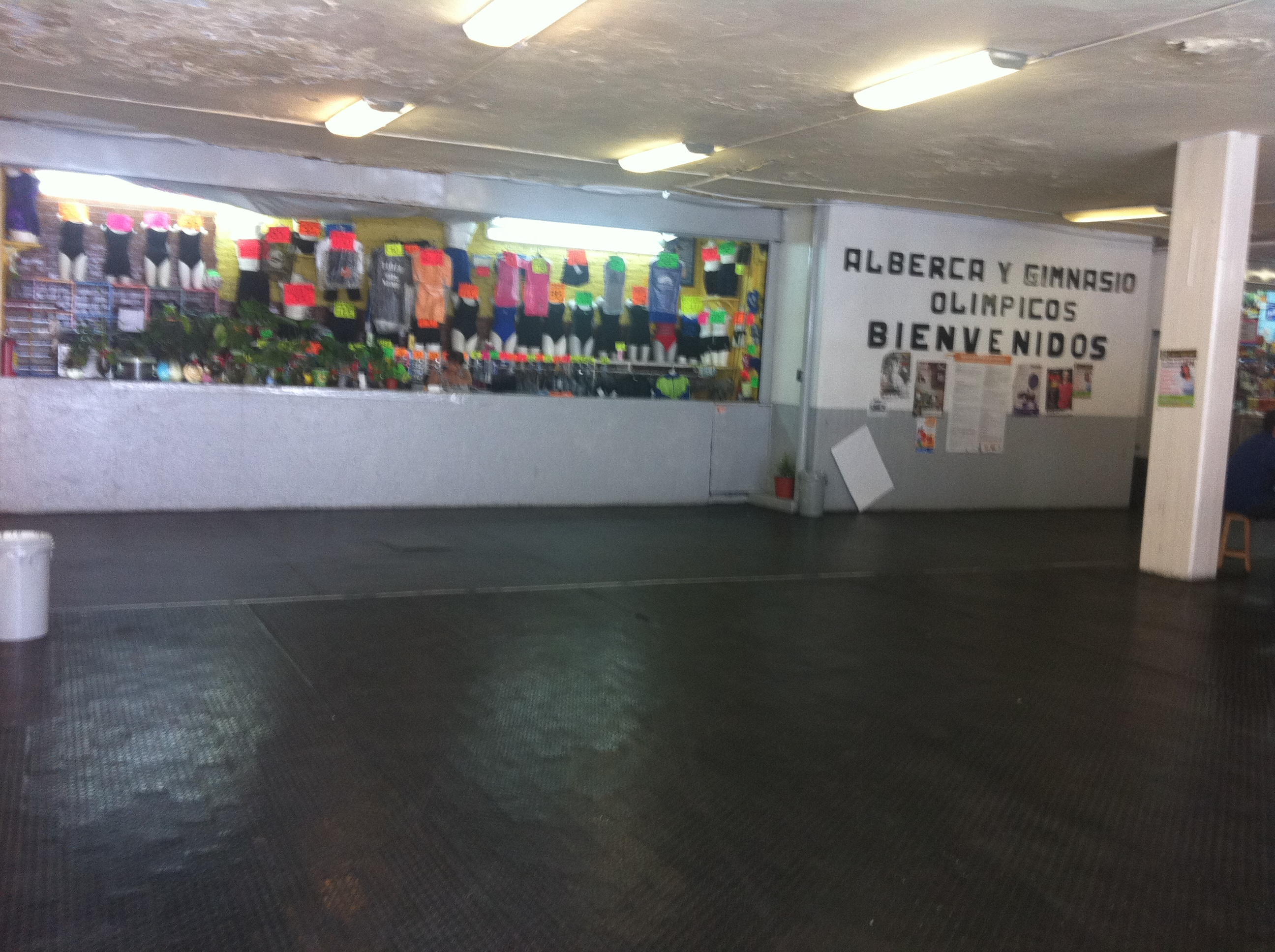

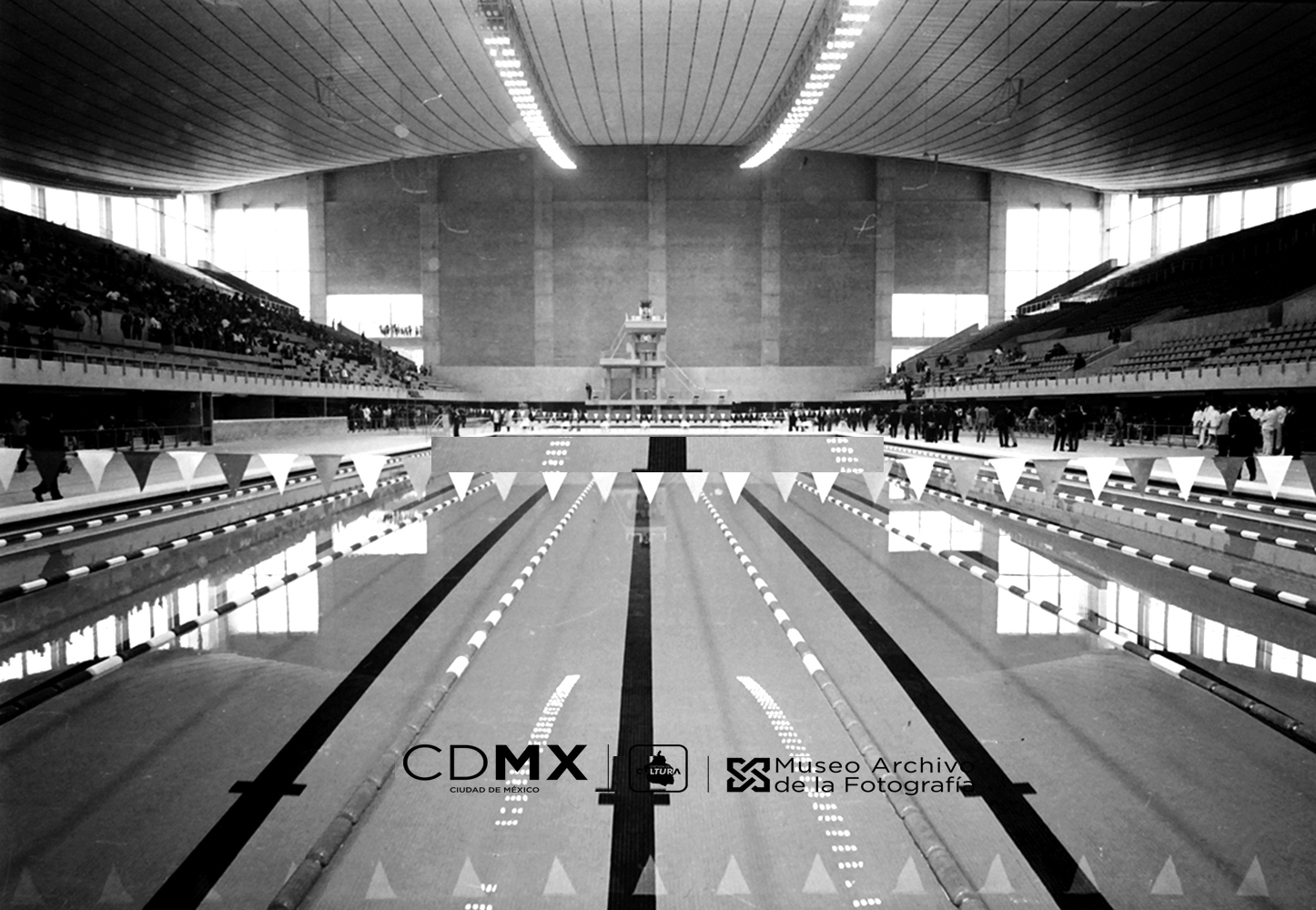
Inauguración de la alberca, 13 de septiembre de 1968.

La Alberca Olímpica Francisco Márquez es un recinto deportivo en la Ciudad de México donde se celebraron las competencias de natación, saltos, waterpolo y pentatlón moderno de los Juegos Olímpicos de México 1968. 
Fue inaugurada el 13 de septiembre de 1968 por Gustavo Díaz Ordaz, y es obra de los arquitectos Manuel Rosen Morrison, Antonio Recamier Montes y Edmundo Bringas. Dentro del mismo complejo se encuentra el Gimnasio Olímpico Juan de la Barrera. La estructura metálica fue hecha por el señor Luis Romero Butron, originario de Pachuca Hidalgo, quién licitó la construcción de la alberca y fue el seleccionado para construir dicho recinto
El 22 de octubre, en esta sede, Felipe "El Tibio" Muñoz ganó la medalla de oro en la competencia de 200 metros estilo pecho.
Luego de la justa olímpica, la alberca ha sido escenario de diversas competencias, entre las que destacan los Panamericanos (1975), la Universiada (1979) y los XVI Juegos Centroamericanos y del Caribe (1990).
A finales del 2008, cumplió su cuadragésimo aniversario. A la par, fue necesario su cierre temporal para llevar a cabo una remodelación profunda que le devolviera la majestuosidad que tuvo en los olímpicos. Los trabajos requirieron una inversión de 53 millones de pesos mexicanos, financiados por autoridades locales y federales. Estas se concluyeron en el 2009, y la alberca se reinauguró el 4 de abril de ese mismo año. El evento fue presidido por Felipe Calderón Hinojosa, entonces presidente de la República, y Germán de la Garza. 
La alberca recibe a usuarios tanto para las actividades acuáticas como para otras 20 disciplinas y su administración depende de la Alcaldía Benito Juárez.

## Conflictos laborales
La Alcaldía Benito Juárez en forma sistemática evita cubrir los sueldos de los instructores y entrenadores de las actividades deportivas, contratados en el régimen de honorarios. Una estrategia consiste en rezagar hasta por cinco meses el pago de salarios o bien, como ha sucedido en 2016: los instructores laboraron prácticamente seis meses sin un contrato colectivo de trabajo, lo que promueve la precarización laboral.
En marzo del 2015, la Alcaldía Benito Juárez adeudaba cinco meses de sueldos. El diario La Jornada dio cuenta además de la intimidación de que son objeto los instructores de este centro deportivo.
Para enero del 2016, de nueva cuenta eran ya hasta seis meses sin pago de salarios. En esta ocasión, sus alumnos protestaron ante las instalaciones de la Alcaldía Benito Juárez por esa violación a los derechos de los entrenadores deportivos.
Además de lo antes mencionado, la administración misma de la alberca no permite el desarrollo de otros deportes que se quieren practicar en el sitio. 
Igualmente las tarifas de renta de espacios han incrementado casi un 50% en comparación con el año 2024. Las canchas de fútbol rápido pasaron de $1100/hr a $1600/hr, mientras que las de padel tuvieron el mayor incremento de $200/hr $600/hr. 

## Detalles
Las instalaciones cuentan con una piscina olímpica de 50 metros de largo, una fosa de clavados de 5,40 m de profundidad, una torre de clavados con 4 plataformas de 3 m, 5 m, 7 m y 10 m, y una alberca de calentamiento de 25 m.
El diseño de la alberca destaca por sus techos suspendidos en forma cóncava, con ausencia de columnas, que permiten al espectador un campo visual completo. Luego de su remodelación, el aforo de este recinto quedó habilitado para 4,300 personas, como originalmente estaba planeado.

## Valor histórico
Por razón de su valor histórico, se trata de una instalación resguardada por el Instituto Nacional de Bellas Artes (INBA). Sin embargo, a la fecha no se tiene conocimiento de ninguna acción concreta de supervisión por parte de esa institución, a pesar de que es evidente su deterioro y mínimo mantenimiento.[cita requerida]